# 贝约
貝約（英語：Peyo，1928年6月25日—1992年12月24日），本名皮埃爾·居里福爾（Pierre Culliford），比利時漫畫家，知名漫畫《藍精靈》之作者。
貝約為其筆名。因爲他的小侄子一直發不清「皮埃爾」這個音，爲了省事而將其所發之音「貝約」改成筆名。

## 外部連結
- （英文）Peyo biography on Lambiek Comiclopedia
- （英文）Peyo biography（页面存档备份，存于） Dupuis
- （英文）The Smurfs（页面存档备份，存于） the official site